# ヴェンゲルンアルプ鉄道
ヴェンゲルンアルプ鉄道（独：Wengernalpbahn 英：Wengernalp Railway 略：WAB）は、スイス、ベルン州、ユングフラウ地方の登山鉄道で、ラウターブルンネン～クライネ・シャイデック～グリンデルワルト間を結んでいる。ユングフラウ鉄道持株会社の傘下にあり、クライネ・シャイデック～ユングフラウヨッホ間を運行するユングフラウ鉄道などと共に「ユングフラウ トップオブヨーロッパ」(Jungfrau Top of Europe) を観光マーケティング上のブランド名にしている。

## 概要

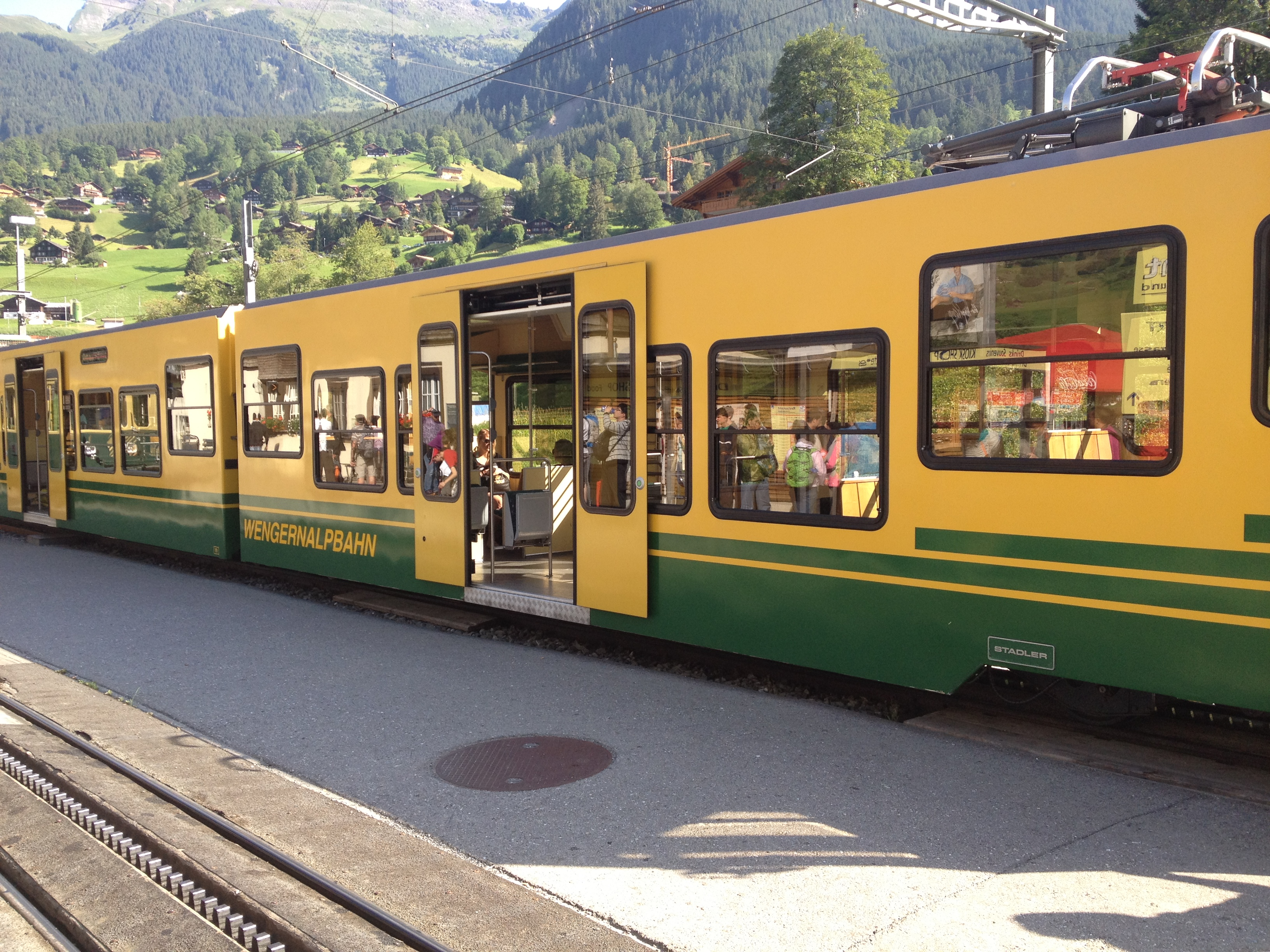
グリンデルワルト・グルント駅に停車中の車輛

ヴェンゲルンアルプ鉄道路線の総延長は約19km。軌間は800mmのラック式鉄道で、登山鉄道として世界一長い路線を保有している。ラウターブルンネン～グリンデルワルト間の移動は、クライネ・シャイデックで乗り換えが必要になり、乗客の大半はクライネ・シャイデックからユングフラウ鉄道に乗り換えてユングフラウヨッホを目指す。
鉄道の建設は1891年に始められ、最初の蒸気機関車が翌年の4月にヴェンゲンまで、8月にクライネ・シャイデックまで開通。さらに1893年にラウターブルンネン～クライネ・シャイデック～グリンデルワルト間の全線が開通した。ヴェンゲルンアルプ鉄道は年間運行で、夏と冬のハイシーズンには30分～1時間の間隔で運行している。

## 車両
- 蒸気機関車 - H2/3 1-8形 - H2/3 9-14形 - H2/3 31-32形
- 電気機関車 - He2/2 51-65形 - He2/2 31-32形
- 電車 - BDhe4/4 101-118形  - BDhe4/4 119-124形 - BDhe4/8 131-134形 - Bhe4/8 141-144形